# マテバシイ
マテバシイ(学名：Lithocarpus edulis）は、ブナ科マテバシイ属の常緑高木である。

## 形態
常緑広葉樹の高木で最大樹高20m、胸高直径1m程度にまで育つ。樹形は環境に左右されるが、比較的綺麗な広葉樹らしい樹冠を持つ。幹は灰褐色で平滑、時に縦筋模様が出る。若枝は無毛である。葉は日本産のブナ科樹木の葉としては最大で時に20㎝を超えることもある。葉は枝に互生し、形は倒卵型で先は鋭尖、鋸歯は無い（いわゆる全縁）で根元には柄を持つ。葉身は厚い革質で厚く、表面が平滑で光沢がある濃緑色、裏面は灰緑褐色で細かい鱗毛が生えている。
雌雄同株で雄花と雌花を付ける。花期は初夏。花穂はブナ属やコナラ属の垂れ下がる花と違い、シイ属に近く丈夫なもので直立し上を向く。雌花穂は雄花穂と同じ枝にできるか、もしくは単独となる。雄花と同じ穂にできる場合は雌花が根元側、雄花が先端側に付く。マテバシイの花はクリと同じく動物の精液に例えられる匂いを出し、虫を誘因する虫媒花である。花粉は長球形で、毛糸玉のような模様が入る。同じブナ科虫媒花グループのシイ属やクリ属のものに似るが、シイ属に比べると糸模様は不明瞭である。大きさは24マイクロメートル×12マイクロメートル（μm）前後。
受粉から結実までは2年かかるタイプで、初夏に受粉したあと翌年の秋に熟す。堅果（いわゆるドングリ）で直立する花穂にでき、柄も発達しないためにコナラ属のドングリとは見た目もかなり異なる。長さは2 - 3 cm、下部は直径1.5 cmと細長い形になり、浅い椀形の殻斗を持つ。殻斗の模様は鱗状である。色は同属のシリブカガシに比べて淡い。日本産ドングリの中では最も堅いものであるという。
成木の根系は地際でよく分岐し、水平にも垂直にもよく根を伸ばす。稚樹のうちは直根の発達が著しく、これは地下性の発芽様式を持つブナ科の多くの種に共通する。
冬芽は球形で淡緑色の複数の芽鱗に包まれて、葉の付け根につき、枝先に花芽が数個つく。葉痕は半円形で、維管束痕が3個ある。

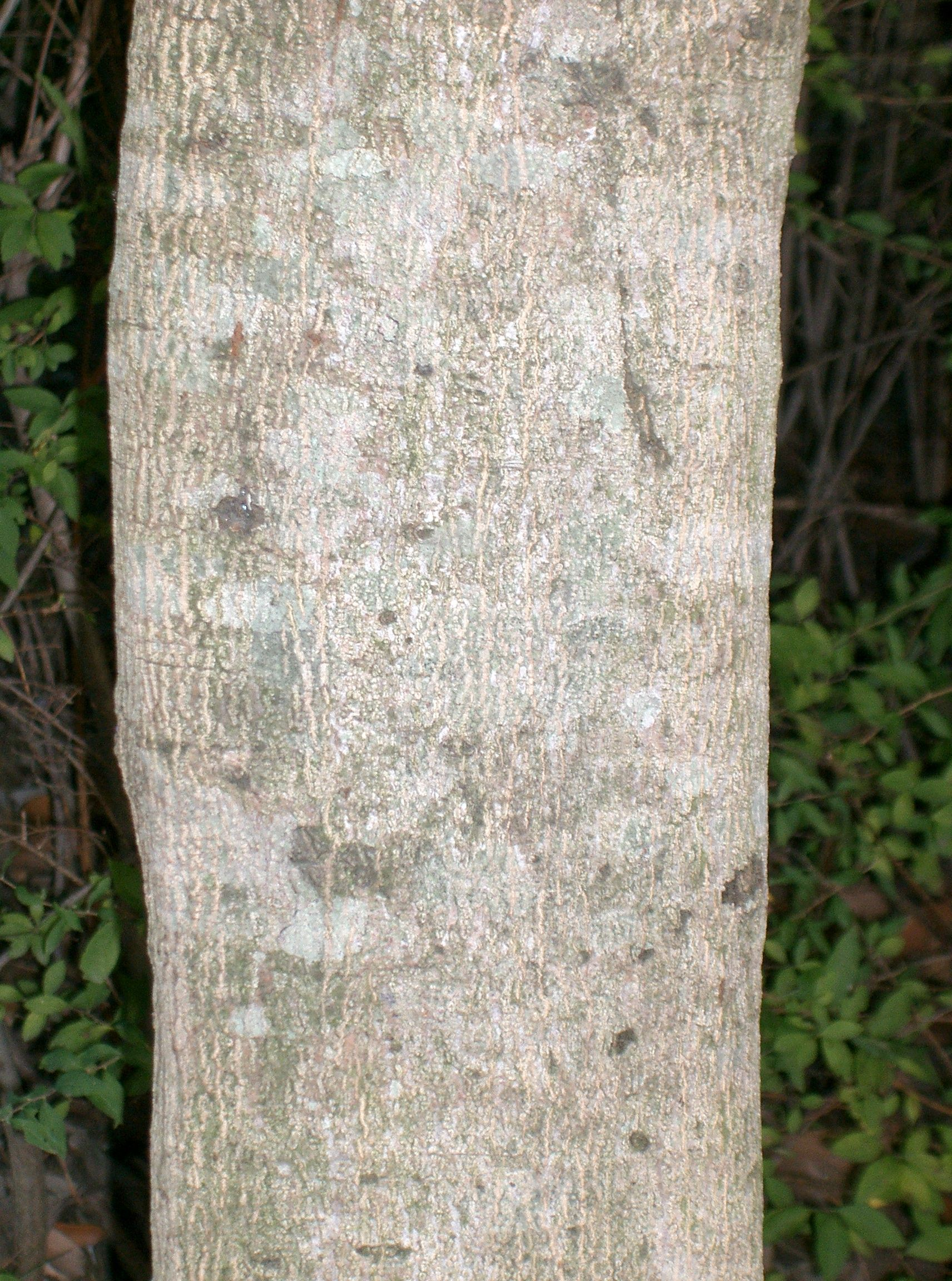
樹皮は灰色。比較的平滑で縦筋が入る
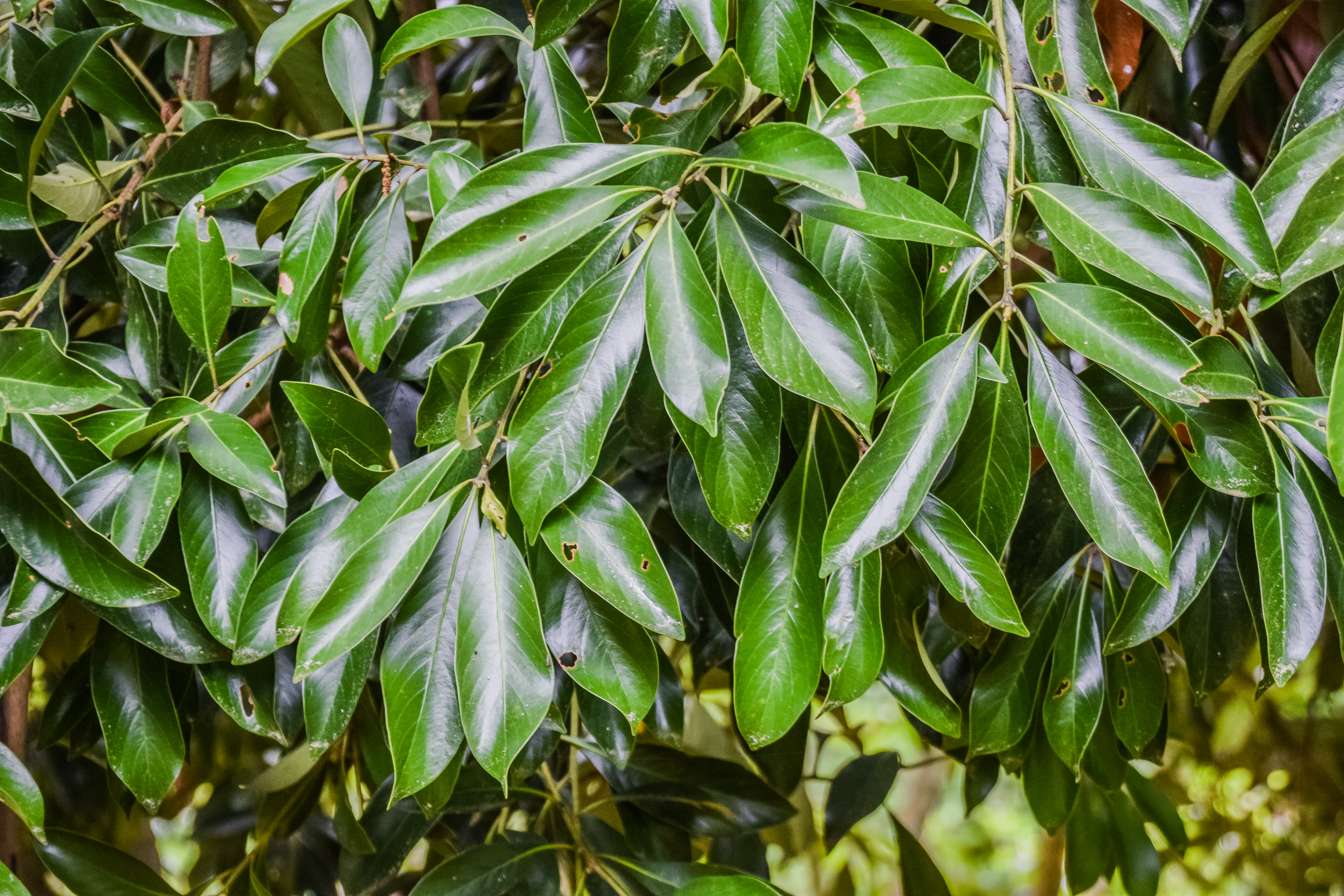
葉は濃い緑色で互生し、全縁
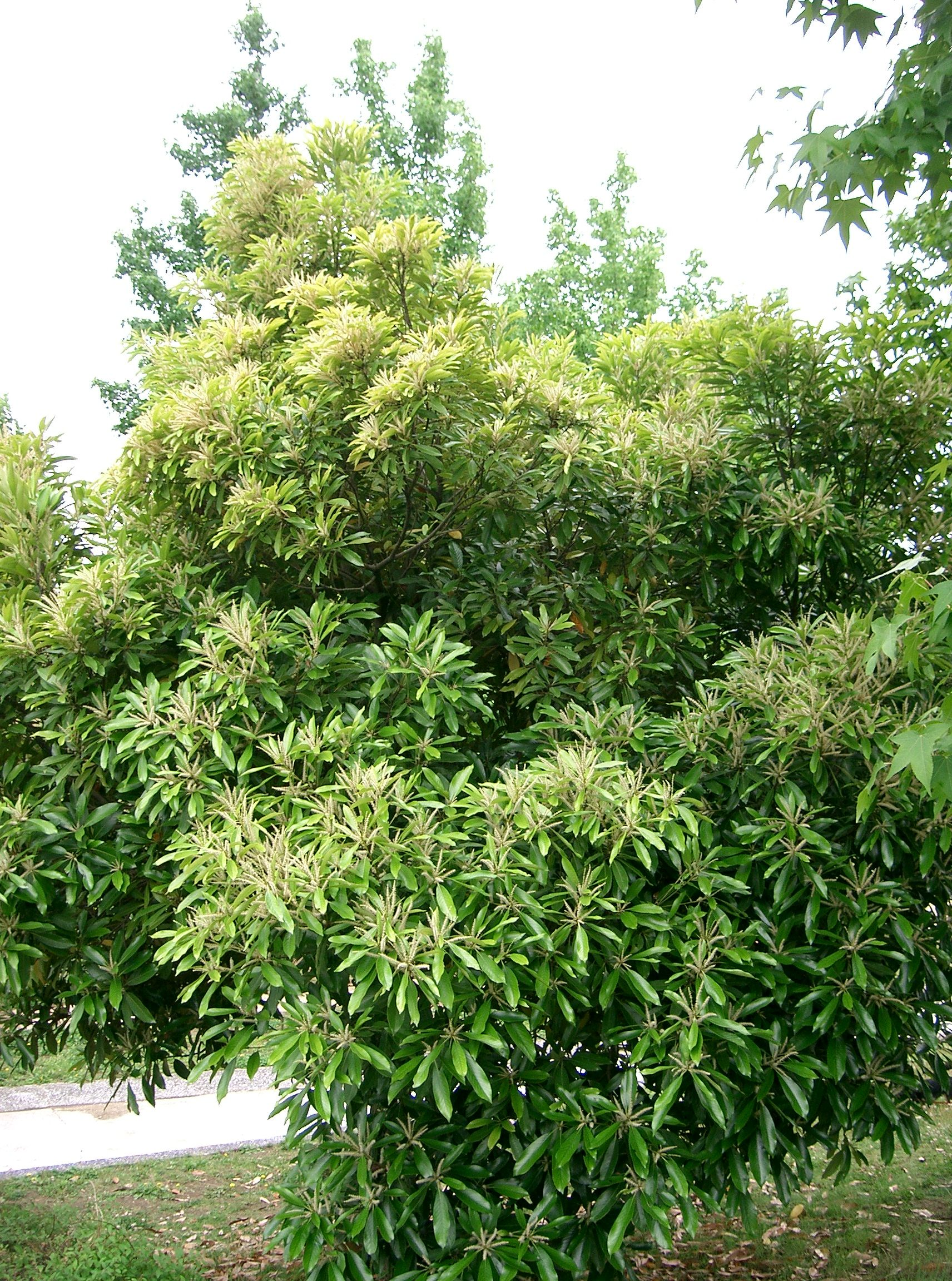
開花期のマテバシイ。黄緑色の新芽と一緒に開花しているのが分かる。
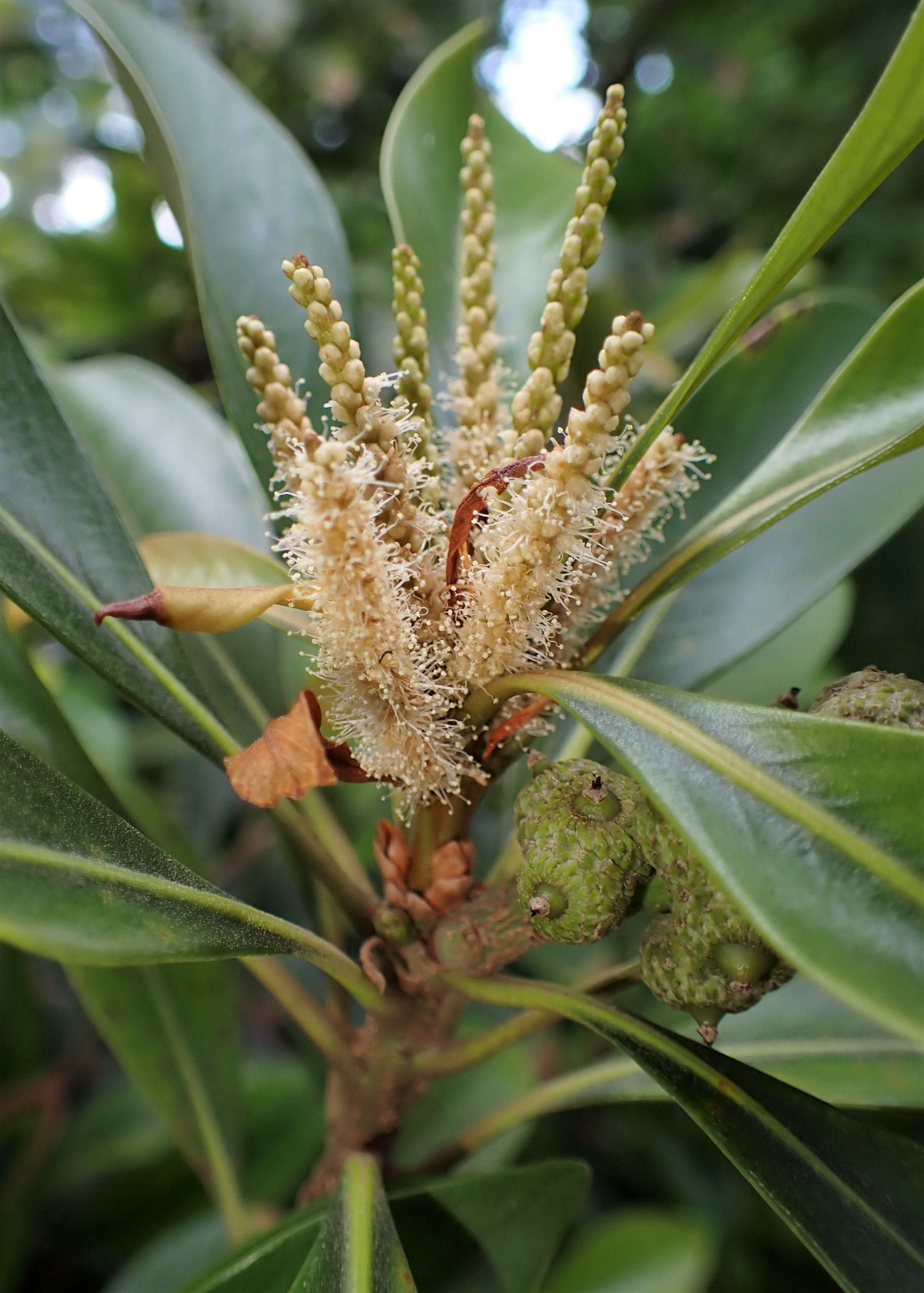
直立する雄花穂。雌花は無い。右下には前年に受粉した幼い堅果が見える
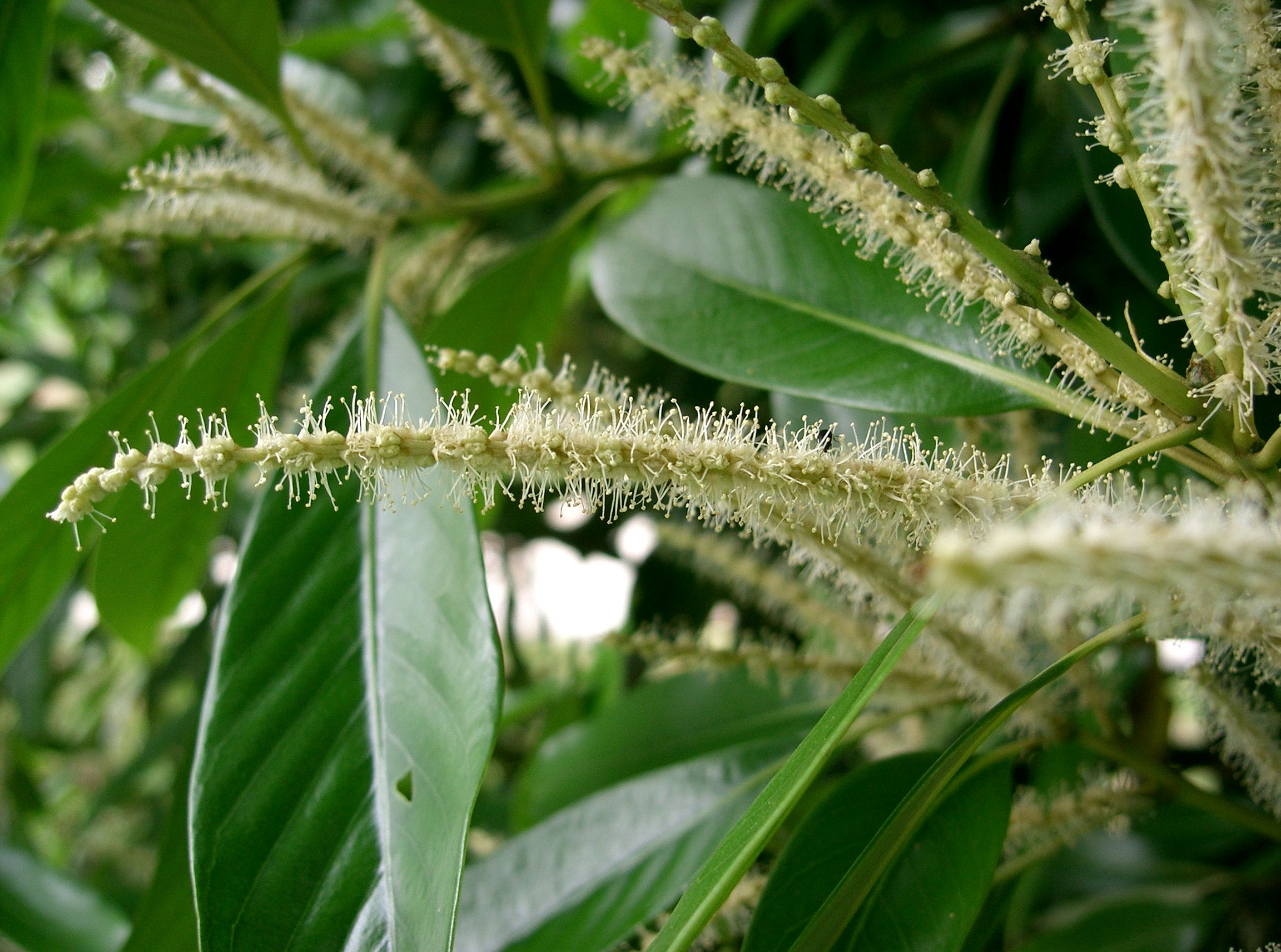
雄花穂に混じって中央右に雌花穂が見える
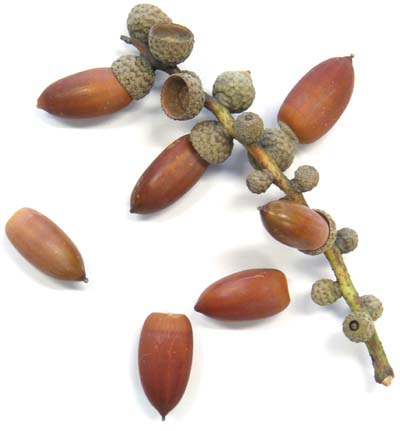
マテバシイの堅果（ドングリ）。1つの枝に複数付き、殻斗は鱗状
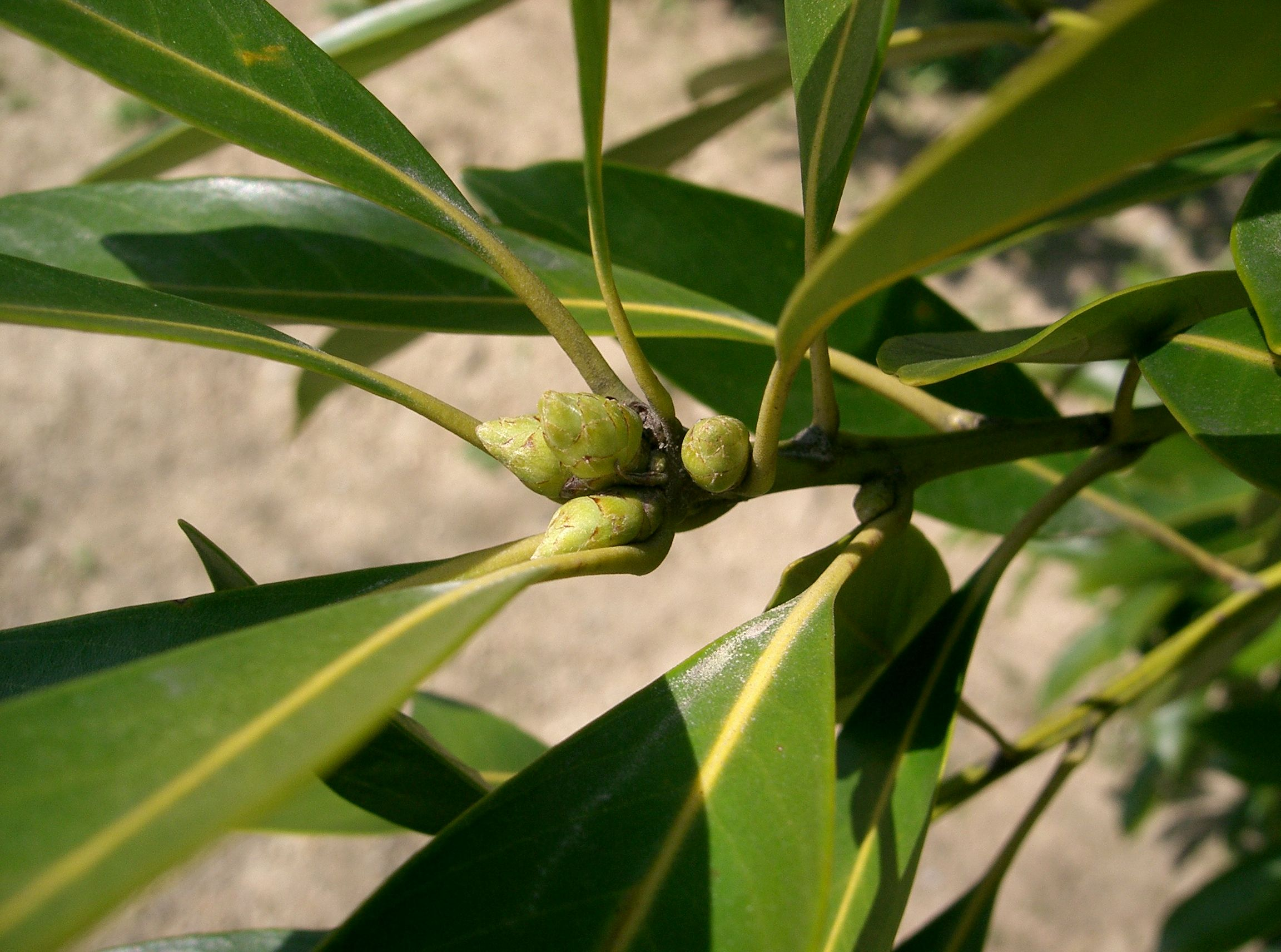
枝先の冬芽。緑色である。

### 類似種
同属にシリブカガシがあるが、若枝の毛の有無、葉の大きさおよび形、ドングリの色調など形態的にが分かりやすい相違点として挙げられている。

## 生態
生態的な面では同じブナ科常緑樹ということでシイ・カシとまとめられることが多い。なお、カシ類は同じブナ科に属すもののコナラ属に入り、分類学的には比較的縁遠いグループである。また、シイ類のうちスダジイとツブラジイはシイ属に入り本種とは別属である。
他のブナ科樹木と同じく、菌類と樹木の根が共生して菌根を形成している。樹木にとっては菌根を形成することによって菌類が作り出す有機酸や抗生物質による栄養分の吸収促進や病原微生物の駆除等の利点があり、菌類にとっては樹木の光合成で合成された産物の一部を分けてもらうことができるという相利共生の関係があると考えられている。菌類の子実体は人間がキノコとして認識できる大きさに育つものが多く、中には食用にできるものもある。土壌中には菌根から菌糸を通して、同種他個体や他種植物に繋がる広大なネットワークが存在すると考えられている。外生菌根性の樹種にスギやニセアカシアが混生すると菌根に負の影響を与えるという報告がある。土壌の腐植が増えると根は長くなるが細根が減少するという。関東および九州のマテバシイの根をDNA解析すると、菌類としてはベニタケ属およびイボタケ属近縁種が多いという。鹿児島県においてマテバシイ林内に発生した子実体観察によってもウバメガシ林のものとはだいぶ違うという。
他のドングリ類と同じく、種子の拡散は重力散布、および小動物特にネズミ類による貯食行動に依存した種子散布を行う。マテバシイ属のドングリはクリ属やシイ属と同じく渋みが少なく、動物に対して化学防御以外の方面を発達させたと見られるグループである。特に形態節のようにドングリの殻が非常に硬いものが多い。
一般に陽樹とされるが、苗木のは被陰環境では光合成能力を調整し耐陰性は高いという。
オオバヤドリギ科のヤドリギ類の寄生を受けやすい樹種の一つとされ、九州地方での観察事例では特に林冠を構成するような大木には多数が寄生する。このヤドリギは比較的宿主に対し有害性が強く、衰弱し時には枯死する個体もみられた。
マテバシイの落ち葉は厚く林床に積もる。同じ常緑樹のスギ林と比べるとマテバシイ林の林床に積もった落ち葉の方が保水力があるという。純林に近いマテバシイ林はスダジイ林に等に比べても種多様性が低いことがしばしば指摘される。これは落ち葉の厚さおよび萌芽能力が高いマテバシイが更新し続けて群落を維持すると見られている。また、マテバシイが優先する群落に出現する特徴的な種はないとされる。
マテバシイが分布するような暖温帯では常緑広葉樹林では台風、病虫害、大気汚染などによって攪乱を受けており、特に台風の影響は大きい。
ムラサキツバメ（Narathura bazalus、シジミチョウ科）の幼虫の食草はマテバシイの葉である。シジミチョウの仲間にはよくあることだが、本種もアリとの共生関係が見られる。元々西日本に多い蝶であったが、東日本でも分布を拡大している。シジミチョウ類の分布拡大の先端地域では天敵類、特に寄生バチの密度が著しく低い、もしくはまったくいないということがしばしば指摘される。
幾つかのカミキリムシがマテバシイに付くことが知られている。幼虫は単に木部を食べるだけでなく、木材腐朽菌を食べているのではないかと疑われるものもある。

### ナラ枯れ
ナラ枯れ（ブナ科樹木萎凋病、英：Japanese oak wilt）は、本種をはじめ全国的にブナ科樹木の枯損被害をもたらしている病気である。原因は菌類（きのこ、カビ）による感染症であることが、1998年に日本人研究者らによって発表され、カシノナガキクイムシという昆虫によって媒介されていることが判明した。ミズナラは特にこの病気に対して強感受性であるが、マテバシイも比較的感受性が高く、虫の穿孔数が少なくても枯れるものが多いという。
この病気では大径木の方が被害を受けやすいことが言われるが、マテバシイもこの傾向があるという。

## 分布
日本の本州の房総半島南端、紀伊半島、四国、九州から南西諸島に分布し。温暖な沿岸地に自生している。関東地方に多く、特に房総半島では普通に見られる。人手によって、寺社の境内や公園などにも植えられている。

## 人間との関係
マテバシイの利用については寺嶋（2016）が詳しい。

### 植栽
植栽可能地は、日本では東北地方南部から沖縄の範囲とされ、各地の暖地に植栽されている。マテバシイは葉が大きく密につくため、列植すると遮音性が高まり防音効果が期待され、大気汚染にも強いことから、往来の多い道路沿いに最適な樹種であると言われている。植栽適期は、3月下旬 - 5月、6月下旬 - 7月中旬、9 - 10月とされる。
房総半島では、防風林や防火林、生け垣として農家の屋敷林に一般的に使われてきた樹種である。生長が早く、乾燥や湿った土地にも耐え、移植にも強い性質から、庭園樹や公園樹にも向いている。神社の境内にも植えられることも多かったが、街路樹や海岸の緑化材料、工場構内の緑化にも使われている。
葉を使った試験ではマテバシイの発火限界温度は約450℃とされ、造園用の常緑広葉樹の中でも耐火性は高い。常緑広葉樹は落葉広葉樹よりも限界温度は概ね高いがクスノキのように落葉樹と差の無いものもみられる。
葉の寿命が長いことなどから大気中の微粒子を補足する能力が比較的高く、特に樹冠下部の葉が高いという。

### 食用・薬用・飼料
ドングリはタンニンをあまり含まないため、アク抜きを必要とせず、そのまま炒って食用になる。炒って食べるとおいしく食べられる一方、生食でも食べることはできるが、あまりおいしくはない。食味は、スダジイやツブラジイに比べると落ちると評されている。粉状に粉砕してクッキーの生地に混ぜて「縄文時代のクッキー」として味わうこともできる。長崎県松浦市鷹島では、マテバシイを原料にした焼酎が製造されている。神奈川県では、マテバシイを原材料にしたお菓子、お茶、食品を製造販売している会社も存在する。
ただし、マテバシイであっても未熟果は完熟したものに比べてポリフェノール濃度が有意に高いといい、比較的有害だと見られる。
マテバシイ林には菌根性のキノコが発生する。マツタケはアカマツ（Pinus densiflora、マツ科）と共生関係があることが知られているが、中国西部などではマテバシイ属林にマツタケ近縁種が発生するという。アジア圏ではマツタケ近縁種はブナ科広葉樹林に生えることが多いことから、狭義のマツタケのような針葉樹と共生関係を結ぶものは進化の結果なのではという説がある。
ヤママユ（いわゆる天蚕）は自然界ではクヌギなどのブナ科コナラ属を食べていることが多いが、マテバシイの若葉を与えても終齢幼虫まで育てることができ、試験ではブナ科に限らず他科の植物も食べるものがある。クヌギに比べ萎れにくいマテバシイを用いた天蚕養殖についても研究されている。

### 木材
道管の配置は輻射孔材で気乾比重は0.6程度、心材と辺材の境は不明瞭である。
おが屑はきのこの菌床栽培の培地として使うこともできる。
東京湾岸、特に千葉県の内房地域に見られるマテバシイ林はノリ養殖用のヒビとして使われたという。昭和中期頃まで特に木更津周辺の基幹産業は漁業、中でも秋から翌年春先にかけて行う海苔の養殖の比重が極めて大きかった。

### 象徴

#### 自治体の木
マテバシイを自治体の木として指定している日本の都道府県および市町村は存在しない。

## 名称
標準和名マテバシイの由来は九州地方の方言名が由来になった説がある。実際に九州各地には「マテガシ」「マテカシ」「マテシイ」「マテノキ」などの「マテ」を含む方言名が多く知られ、しかも他の地方には殆ど見られない。常緑樹であり、殆どの場合「シイ」もしくは「カシ」に繋がる。「シイ」はドングリが食用であることを示すことを重視した名前であるが、「カシ」と付く方言名も多く、実際に材質などはカシ類に似る面もある。他の名前として「オオジイ」（関西地方）、「ハビロガシ」（宮崎県）、「ナガシイ」（四国）「クマガシ」（佐賀県）など国内で見られるカシやシイと比較して巨大な葉を指すと見られる方言名が多い。「トージ」（千葉県）「フクエ」（静岡県）「クダン」（沖縄県）など由来のよくわからないものもある。九州には同属のシリブカガシを「マテバシイ」と呼ぶ地域もあるという。
「マテ」自体は騎馬兵が使った刀身の細長い刀「馬刀（まて）」に葉の形が似ているからとする説、細長い葉を隙間なく茂らせる様が両手を示す「真手もしくは全手（まて）」に似ていることに由来する説など諸説ありはっきりしない。前述のように方言由来であり意味は分からない説もある。
種小名 edulisは「可食の」という意味で、ドングリが食べられるということからの命名である。

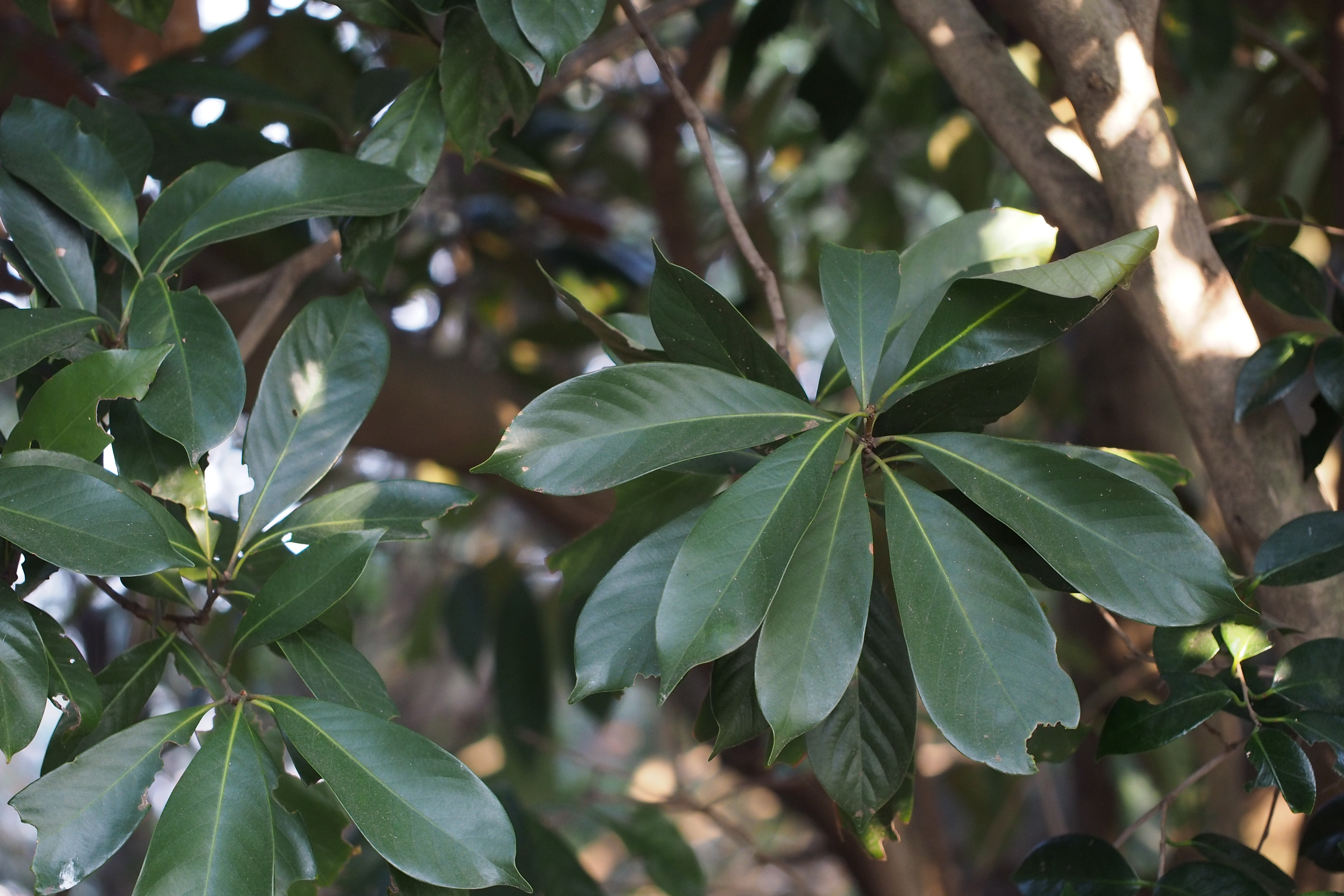
輪を描くように隙間なく葉を付けるマテバシイ